# ゴンザガ大学
ゴンザガ大学（英語: Gonzaga University）は、ワシントン州スポケーンにあるアメリカ合衆国の私立大学である。1887年にイエズス会により設立された。その名はイエズス会の聖人ゴンザーガに由来する。
大学はイタリア出身の宣教師ジョセフ・カタルドSJ(en)により設立された。彼は地域のネイティブアメリカンの為にカトリックの学校を建設した。

## キャンパス
ゴンザガ大学のキャンパスは105の建物から成り、その規模は152エーカーに及ぶ。 大学には２つの大図書館があり、フォーリーセンター図書館 はゴンザガの主要な大学生・大学院生用に1992年に開設された。 Chastek法律図書館は、2000年にゴンザガ大学大学院法学研究科用に設置された。 

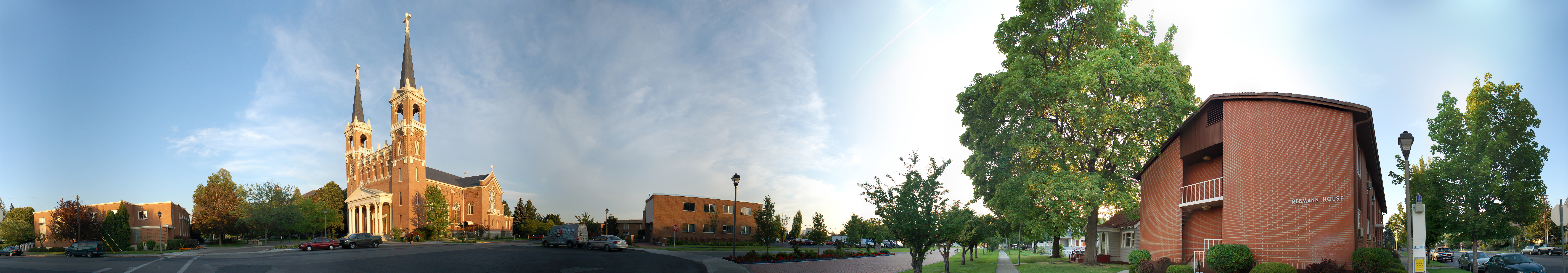
360°パノラマのゴンザーガ大学キャンパス

## 組織及び運営

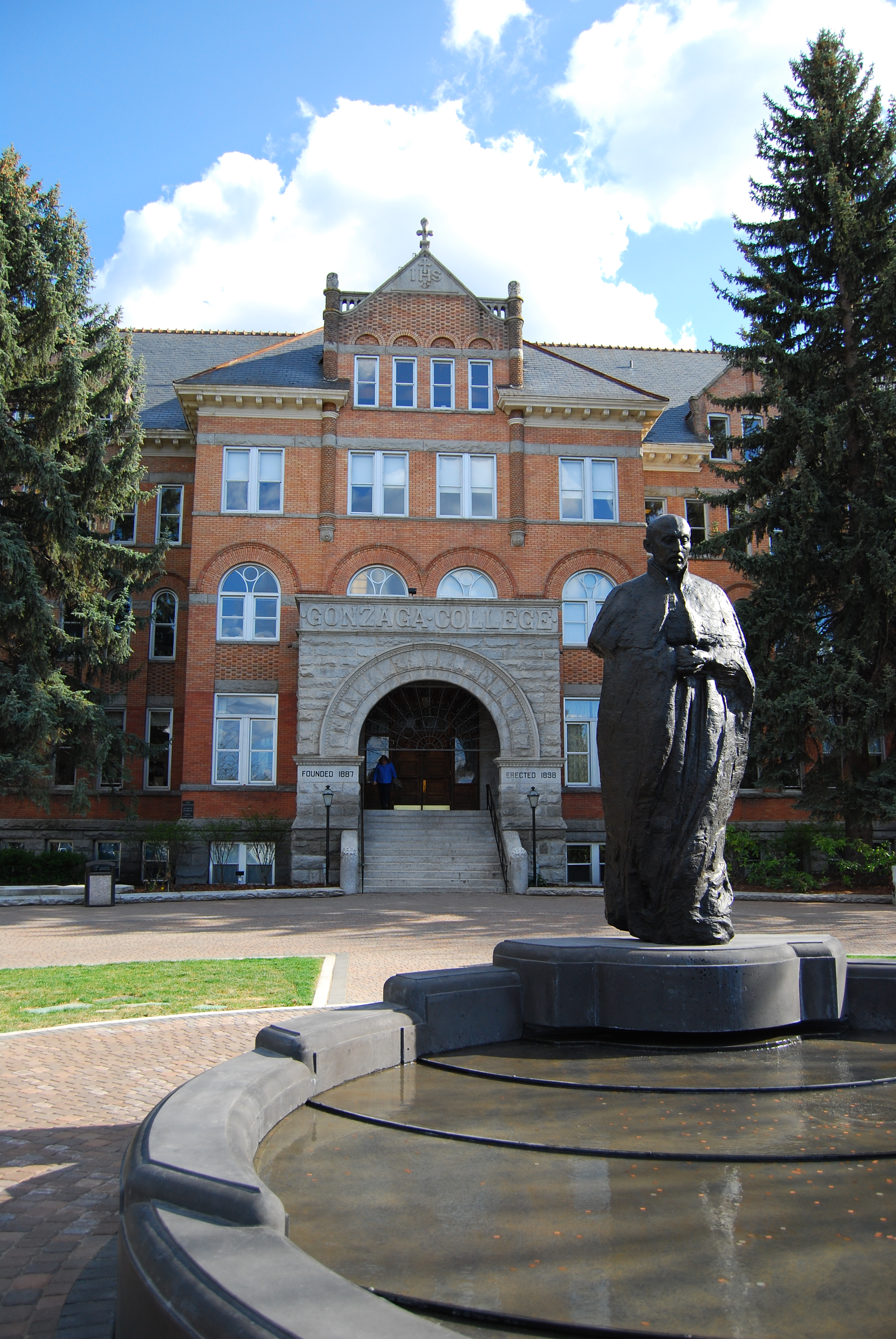
カレッジホール

大学は７つの学部で構成されている。
- 人文科学部
- 経営学部
- 教育学部
- 工学部-応用科学部
- 法学部
- 看護学部-心理学部
- 専門学部

## スポーツ
ゴンザガ・ブルドッグスはNCAAディビジョンⅠのウェスト・コースト・カンファレンスに所属している。特に男子バスケットボールチームが有名で22年連続でNCAAトーナメントに出場 (2017年と2021年には準優勝) しており、2012-13シーズンには主要サイトのランキングで初めて全米1位にランクインした。特にアシスタントコーチであったマーク・フューがヘッドコーチに昇格した1999年以来、ブルドッグスの通算勝率は8割を超えるなど、男子カレッジ・バスケットボール界において全米屈指の強豪校として地位を確立している。
2024年10月、2026年よりパシフィック12カンファレンス（Pac-12）へ移籍することを発表した。

## 著名な出身者
著名な卒業生として、元米国下院議長トムフォーリー、元ワシントン州知事クリスティ・グレゴワール、俳優のビング・クロスビー、バスケットボール選手のジョン・ストックトン、登山家 "Jim Wickwire" など多くの分野で活躍する人物がいる。

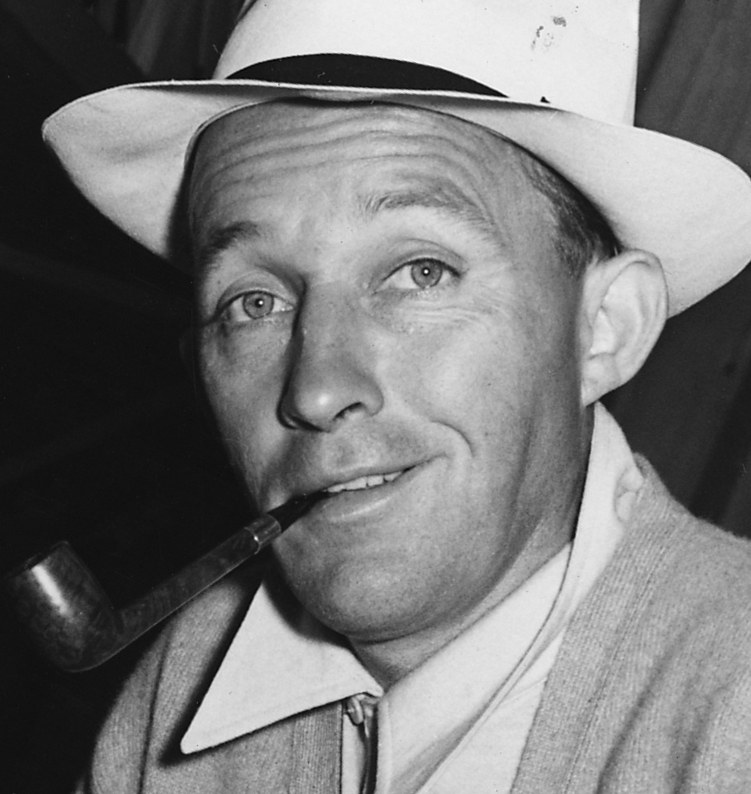
Bing Crosby 1942年7月15日

### 競技

#### 野球選手
- ジェイソン・ベイ
- マイク・レドモンド
- マルコ・ゴンザレス
- タイラー・オルソン
- テイラー・ジョーンズ

#### バスケットボール選手
- アイラ・ブラウン
- ザック・コリンズ
- オースティン・デイ
- ダン・ディッカウ
- 八村塁
- ブランドン・クラーク
- アダム・モリソン
- ケリー・オリニク
- ジョン・ストックトン
- ドマンタス・サボニス
- ロバート・サクレ
- ロニー・トゥリアフ
- ジョエル・アヤイ
- マリオ・カスン
- コーリー・キスパート
- アブドゥーラ・クウソー
- ジェイレン・サッグス
- デイビッド・ストックトン
- チェット・ホルムグレン